# Austrosynapha penai
Austrosynapha penai är en tvåvingeart som beskrevs av Duret 1973. Austrosynapha penai ingår i släktet Austrosynapha och familjen svampmyggor. Inga underarter finns listade i Catalogue of Life.